# Buddhismus in der Mongolei
Der Buddhismus in der Mongolei ist ein tibetisch geprägter Buddhismus (siehe auch Lamaismus).
Noch im 13. Jahrhundert, zu Dschingis Khans Zeiten, folgte die Mehrheit der Mongolen dem Tengrismus, einem schamanischen Glaubenssystem, das die Verehrung der Ahnen mit der des Himmels als übergreifendem Kosmos verband. Ein kleinerer Teil war zum  nestorianischen Christentum übergetreten, insbesondere die Keraiten und Naimanen. Erst im 16. Jahrhundert gelangte der Buddhismus aus Tibet in die Mongolei, wurde zur Staatsreligion und gelangte dort für 200 Jahre zur Blüte.

## Einflüsse

### Buddhismus
Der tibetische Buddhismus, der Elemente der Mahayana- und tantrischen Schulen des Buddhismus mit dem vorbuddhistischen Bön verbindet, teilt das allgemeine buddhistische Ziel der individuellen Erlösung vom Leiden und des Kreislaufs der ewigen Wiedergeburt. Buddhistische Gottheiten besetzen die Mitte eines reich bevölkerten polytheistischen Pantheons untergebener Gottheiten, feindlicher, bekehrter und verwandelter Dämonen, Wandergeister und heiliger Menschen, das die Volksreligionen der jeweiligen Gebiete reflektierte, in die der Buddhismus vorgedrungen war.

### Tantrismus
Dem Tantrismus entstammen geheime Techniken der Meditation und die Vielfalt an Heiligenbildern, Sprüchen und Gesten. Die Religion geht in zunehmendem Maße Schritte vom Konkreten zum abstrahierenden Symbol. So wird ein Ritual, das ein normaler Hirte als direkten Exorzismus der Krankheitsdämonen wahrnimmt, von einem älteren Mönch als Repräsentation widerstreitender Tendenzen im Sinn eines meditierenden Asketen gedeutet.

## Mongolischer Buddhismus

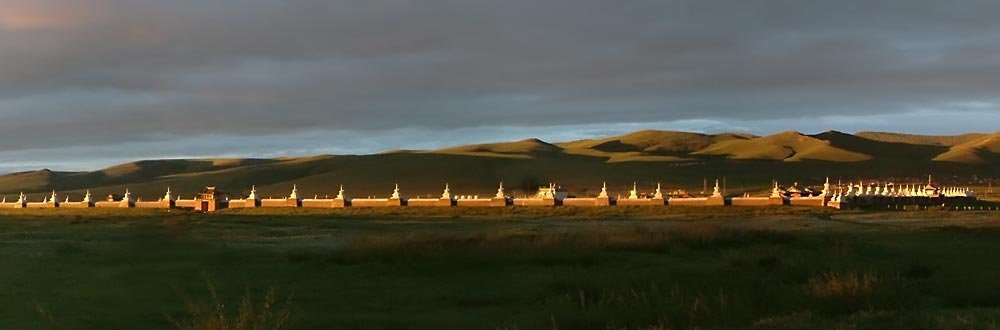
Erstes mongolisches Kloster Erdene Dsuu bei Karakorum, gebaut 1586.

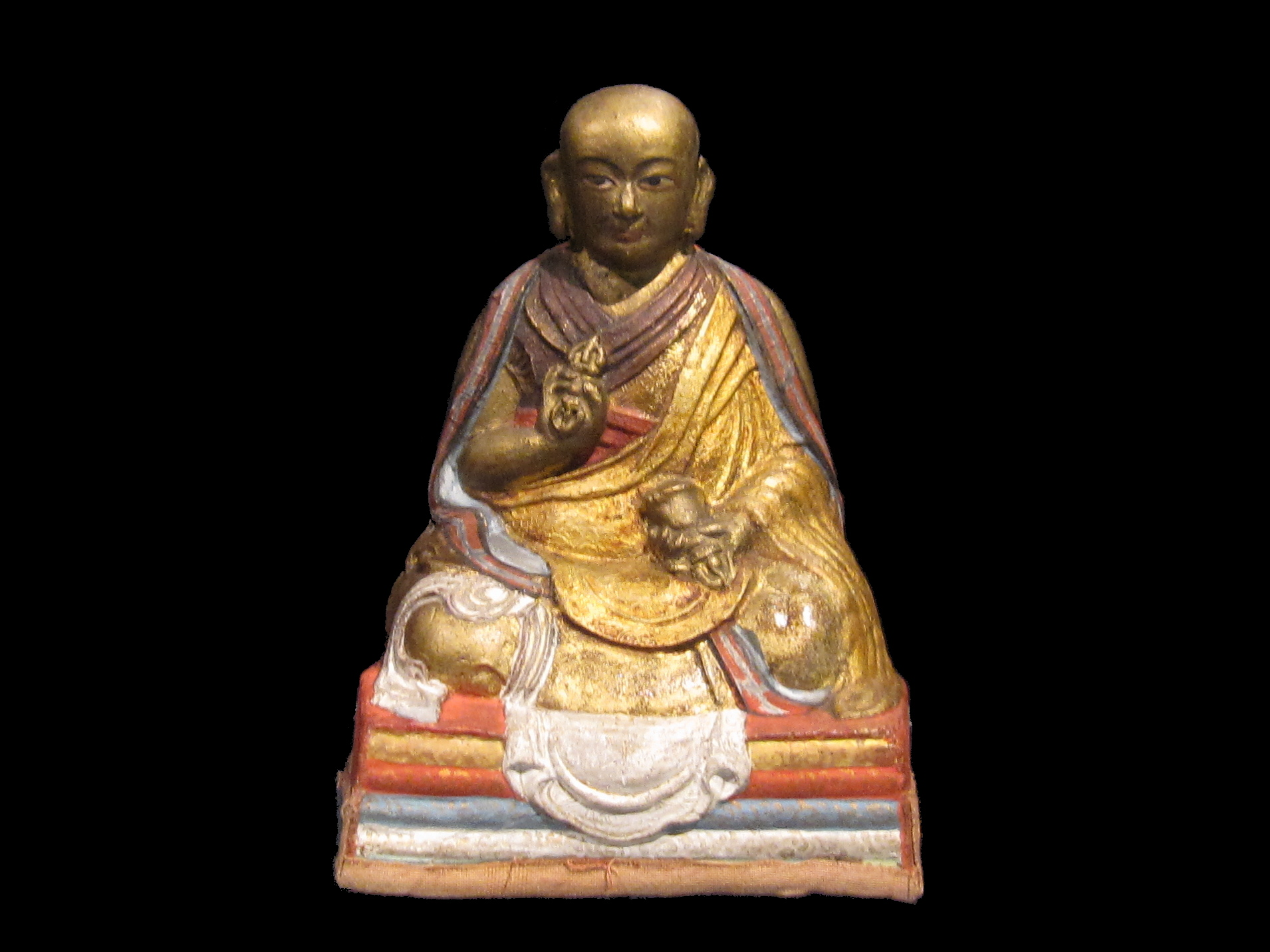
Kleine Statue von Dsanabadsar, einer der bedeutendsten Gelehrten im 18. Jahrhundert

Der mongolische Buddhismus kombinierte nun die bunten Volkszeremonien und Heilungsrituale der Massen mit dem Studium der Geheimlehre der Klosterelite. Die „gelbe Sekte“ Gelug betonte im Unterschied zu den anderen Schulen die Klosterdisziplin, den Gebrauch der Logik und der förmlichen Diskussion als Hilfsmittel der Aufklärung. Sie kombinierte die grundlegende buddhistische Lehre der Reinkarnation mit dem tantrischen Gedanken, der Buddhazustand könne bereits zu Lebzeiten einer Person erreicht werden.
Es entstand eine Kaste von Führern, die als im Besitz des Buddhawesens und Reinkarnation vorhergegangener Führer verehrt wurden. Diese Führer, inkarnierte oder lebendige Buddhas genannt, besaßen die weltliche Macht und führten eine Körperschaft normaler Mönche oder Lamas (vom tibetischen Titel bla-ma, „der Verehrte“). Die Mönche wurden durch die Laien unterstützt, die sich somit religiöse Verdienste und von den Mönchen Unterweisung in den Grundlagen des Glaubens und der mönchischen Dienste beim Heilen, in der Weissagung und bei Bestattungen erwarben.
Der Buddhismus und das buddhistische Mönchtum haben in Mittel- und Südostasien stets eine bedeutende politische Rolle gespielt, und die buddhistische Gemeinschaft der Mongolei bildete keine Ausnahme. Kirche und Staat unterstützten einander, und die Lehre der Reinkarnation machte es den lebenden Buddhas leicht möglich, jeweils in den Familien der machthabenden mongolischen Adligen entdeckt zu werden.
Der mongolische Buddhismus ist eine Klosterreligion. Anfang des 20. Jahrhunderts gab es in der Äußeren Mongolei 583 Klöster und Tempelkomplexe. Fast alle mongolischen Städte sind in der Nähe von Klöstern entstanden. Yihe Huree, später als Ulaanbaatar bekannt, war Sitz des hochangesehenen lebenden Buddhas der Mongolei (Jebtsundamba Khutukhtu, alias Bogdo Gegen, später Bogdo Khan), der nach dem Dalai Lama und Penchen Lama an dritter Stelle in der geistlichen Hierarchie rangierte. In den beiden größten Klöstern lebten etwa 13.000 bzw. 7.000 Mönche; ihr mongolischer Siedlungsname bei Außenstehenden war Urga, Yihe Huree („großes Kloster“).

## Geschichte

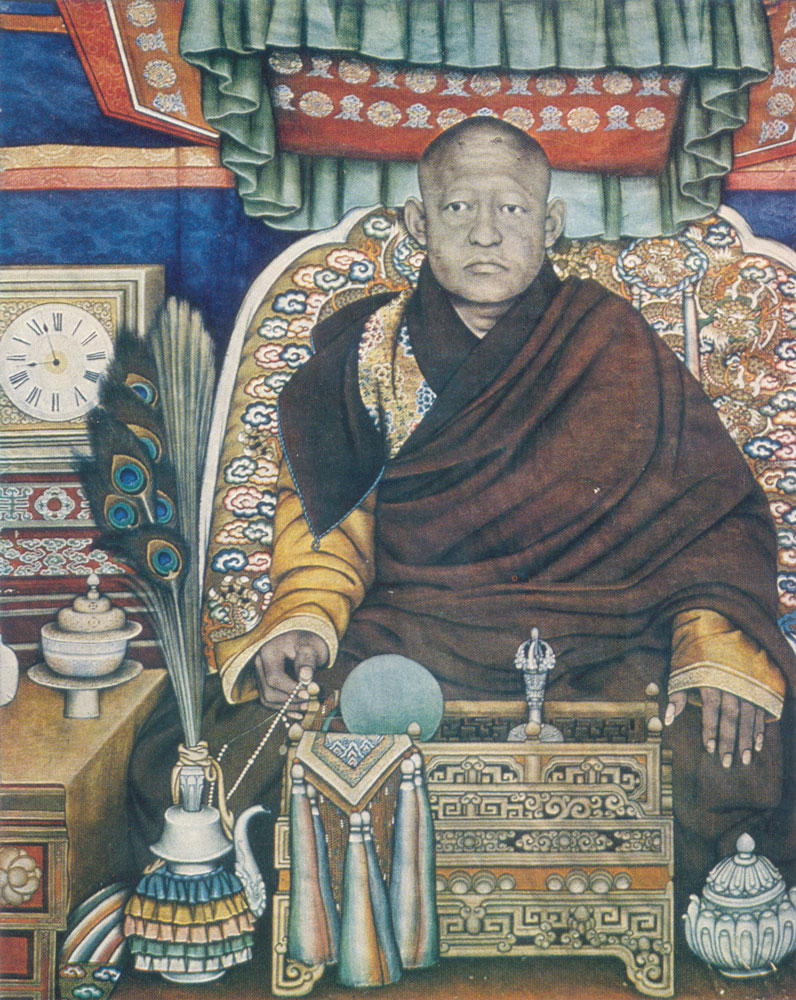
Der achte Jetsun Dampa war gleichzeitig der Bogd Khan, Herrscher der Mongolen

Im Jahr 1578 lud Altan Khan, ein mongolischer Heerführer, der den Ehrgeiz hatte, die Mongolen zu vereinen und Dschingis nachzueifern, das Haupt der sich ausbreitenden gelben Sekte des tibetischen Buddhismus zu einem Gipfel ein. Sie schlossen ein Bündnis, das Altan das Recht und die religiöse Legitimation für seine imperialen Ansprüche einräumte und das die buddhistische Sekte unter Schutz und Patronat stellte. Altan gab dem tibetischen Führer den mongolischen Titel Dalai Lama, an dem auch seine Nachfolger bis heute festhalten. Altan starb bald darauf, doch verbreitete sich die gelbe Sekte im folgenden Jahrhundert in der Mongolei. In der gesamten Mongolei wurden Klöster errichtet, häufig an Handelswegen, Migrationsrouten oder den Sommerweiden gelegen, wo die Hirten sich zu schamanistischen Ritualen und Opfern versammelten. Die buddhistischen Mönche führten einen langwierigen Kampf gegen den Schamanismus und übernahmen von diesem die Rolle als Heiler, Wahrsager und Abgabenempfänger.
Über die Jahrhunderte erwarben die Klöster Reichtümer und weltliche Abhängige; sie steigerten auf ihrer Seite stufenweise Vermögen und Macht, woraus auf Seiten des mongolischen Adels ein Absinken resultierte. Hirten widmeten sich und ihre Familien dem Klosterdienst entweder aus Frömmigkeit oder dem Streben, den willkürlichen Forderungen des Adels zu entgehen. In einigen Gebieten waren die Klöster und Lamas (von denen es 1924 insgesamt 140 gab), auch die weltliche Behörde. In den 1920er Jahren gab es ungefähr 110.000 Mönche einschließlich Kinder, etwa ein Drittel der männlichen Bevölkerung, auch wenn eine große Zahl außerhalb der Klöster und nicht nach deren Regeln lebten. Etwa 250.000 Menschen, mehr als ein Drittel der Gesamtbevölkerung, lebten entweder in durch Klöster verwalteten Gebieten, oder arbeiteten in Klöstern. Mit dem Ende der chinesischen Vorherrschaft im Jahre 1911 sah man in der buddhistischen Gemeinschaft und ihrem Klerus das einzig vorhandene politische System, und der autonom gewordene Staat nahm infolgedessen die Gestalt einer schwach zentralisierten Theokratie an, geführt von Jebtsundamba Khutukhtu in Yihe Huree, dem späteren Ulaanbaatar.
Bis zum 20. Jahrhundert war der Buddhismus Teil der mongolischen Kultur, und die Bevölkerung unterstützte bereitwillig Lamas und Klöster. Ausländische Beobachter hatten häufig eine negative Meinung von den mongolischen Mönchen, die sie als faul und korrupt wahrnahmen, was das mongolische Volk jedoch anders sah.

## Verfolgungen ab 1928

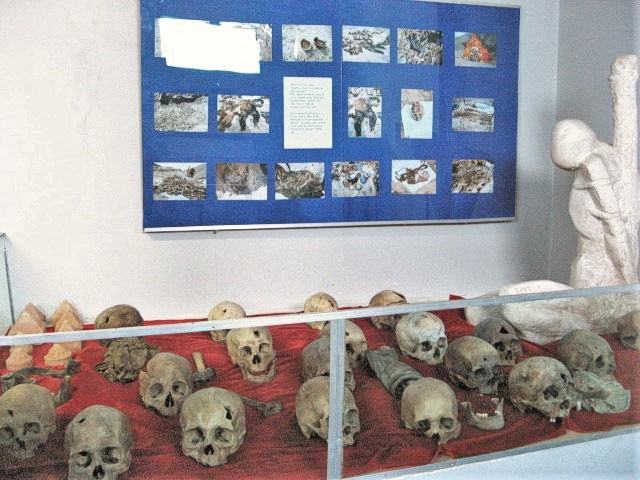
Das Museum der politisch Verfolgten von 1937 in Ulaanbaatar zeigt u. a. in Massengräbern gefundene Totenschädel, die Einschusslöcher aufweisen und neben denen Utensilien buddhistischer Mönche gefunden wurden.

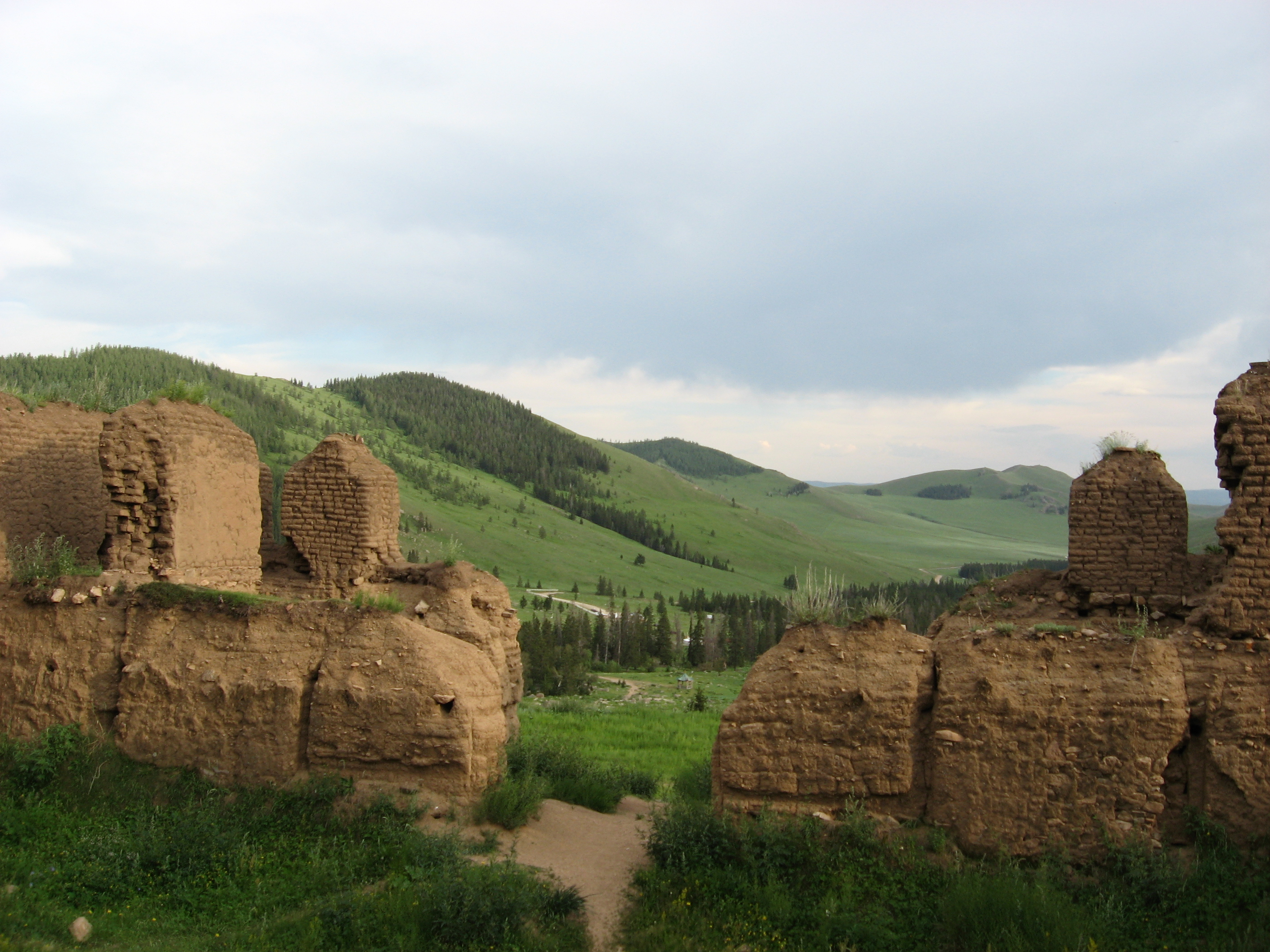
Ruinen des Mandschir-Klosters, von den Kommunisten in den 1930er Jahren zerstört

Nach der mongolischen Revolution von 1921 hatte eine nominell kommunistische Partei die Macht im Land übernommen. Allerdings war die Partei zunächst keineswegs offen anti-religiös eingestellt, der Jebtsundamba Khutukhtu blieb bis 1924 das offizielle Staatsoberhaupt, und auch führende Politiker in den ersten Jahren nach 1921 waren Lamas (wie Dogsomyn Bodoo) oder sogar hohe Wiedergeburten (wie Jalkhanz Khutagt Damdinbadsar).
In der Folge behielten die buddhistischen Klöster zunächst ihren überwältigenden Einfluss im Land. Der größte Teil der Bevölkerung war sehr religiös, die Klöster besaßen das Monopol der Ausbildung und des Gesundheitswesens, und sie kontrollierten einen großen Teil des nationalen Vermögens. Einige Teile des Landes wurden sogar direkt von Klöstern verwaltet.
Ein erster großangelegter Angriff auf die Religion erfolgte 1928–1932, einhergehend mit Kampagnen zur Kollektivierung des Viehbestandes und zur Verstaatlichung von Transport und Handel. Die Klöster wurden existenzbedrohenden Steuern unterworfen, die Viehherden, die die Haupteinkommensquelle bildeten, verstaatlicht. Kollektivierung und Verstaatlichungen erwiesen sich allerdings als Fehlschläge und führten zu blutigen Aufständen, an denen sich sowohl Lamas als auch Laien beteiligten. Sie wurden schließlich 1932 zurückgenommen. 1934 zählte die Partei 843 buddhistische Zentren und ungefähr 3000 Tempel verschiedener Größe. Das Jahreseinkommen der Klöster habe nach Angaben der Partei 31 Millionen Tugrik betragen, das Staatseinkommen hingegen 37,5 Millionen Tugrik. 1935 habe der Anteil der Mönche an der erwachsenen männlichen Bevölkerung 48 % ausgemacht.
1937, in zeitlichem Zusammenhang mit Josef Stalins Großem Terror und der Stationierung sowjetischer Truppen in der Mongolei, wurden fast alle Klöster geschlossen und zerstört. Den Verfolgungen, die auch den Staatsapparat und die Armee erfassten, fielen 30.000 Menschen zum Opfer, darunter 18.000 Lamas. Die restlichen Mönche wurden zwangsweise säkularisiert. Der übliche Vorwand für die Verfolgungen war die angebliche Konspiration der Verfolgten mit den Japanern gegen die Mongolische Volksrepublik.
Ein eigenes, nur diesen Ereignissen gewidmetes Museum der politisch Verfolgten ist Mitte der 1990er Jahre entstanden. Es dokumentiert unter anderem Ausgrabungen von menschlichen Überresten aus Massengräbern.

## Buddhismus seit 1944

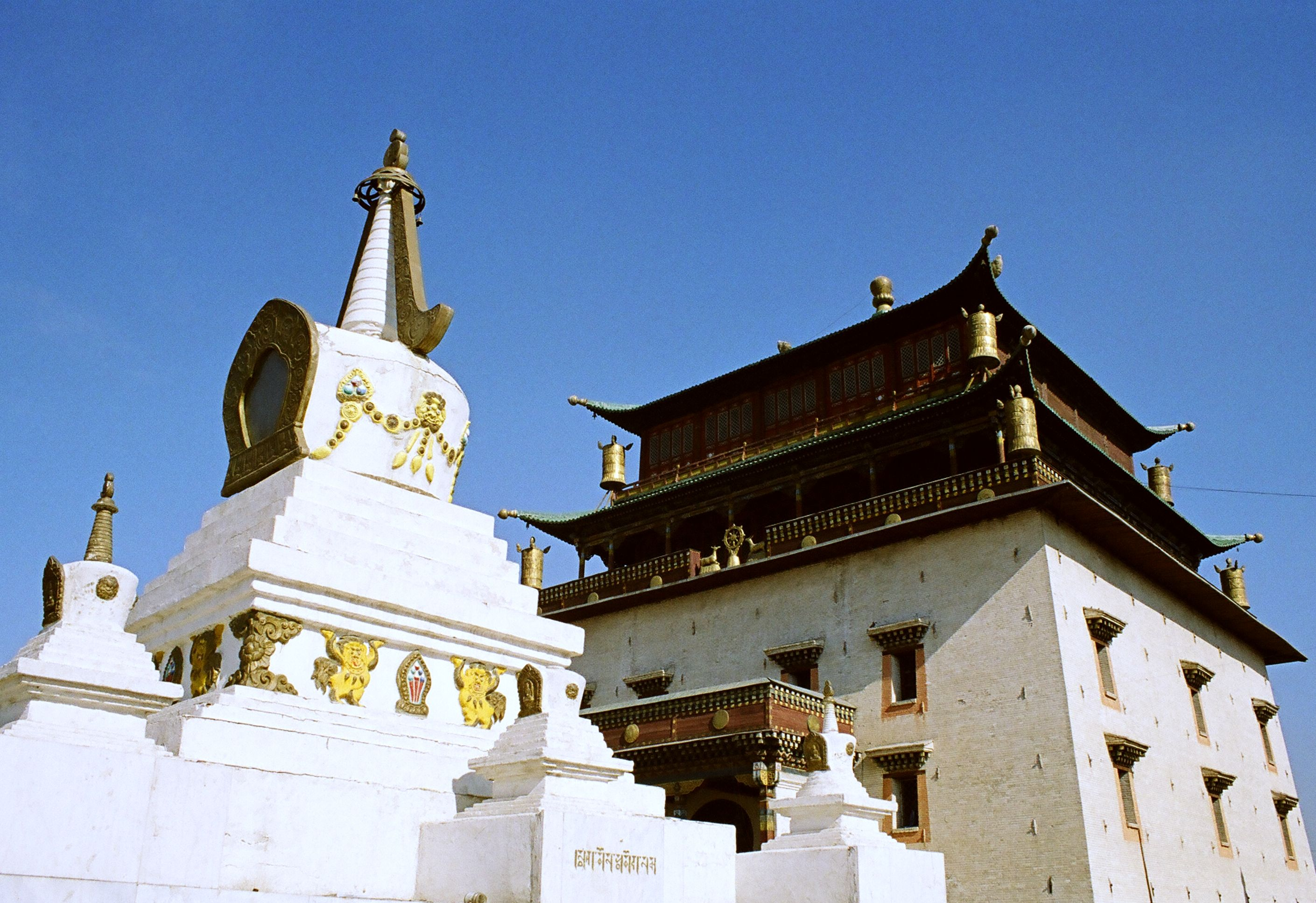
Das Gandan-Kloster ist das zentrale Heiligtum der Mongolei

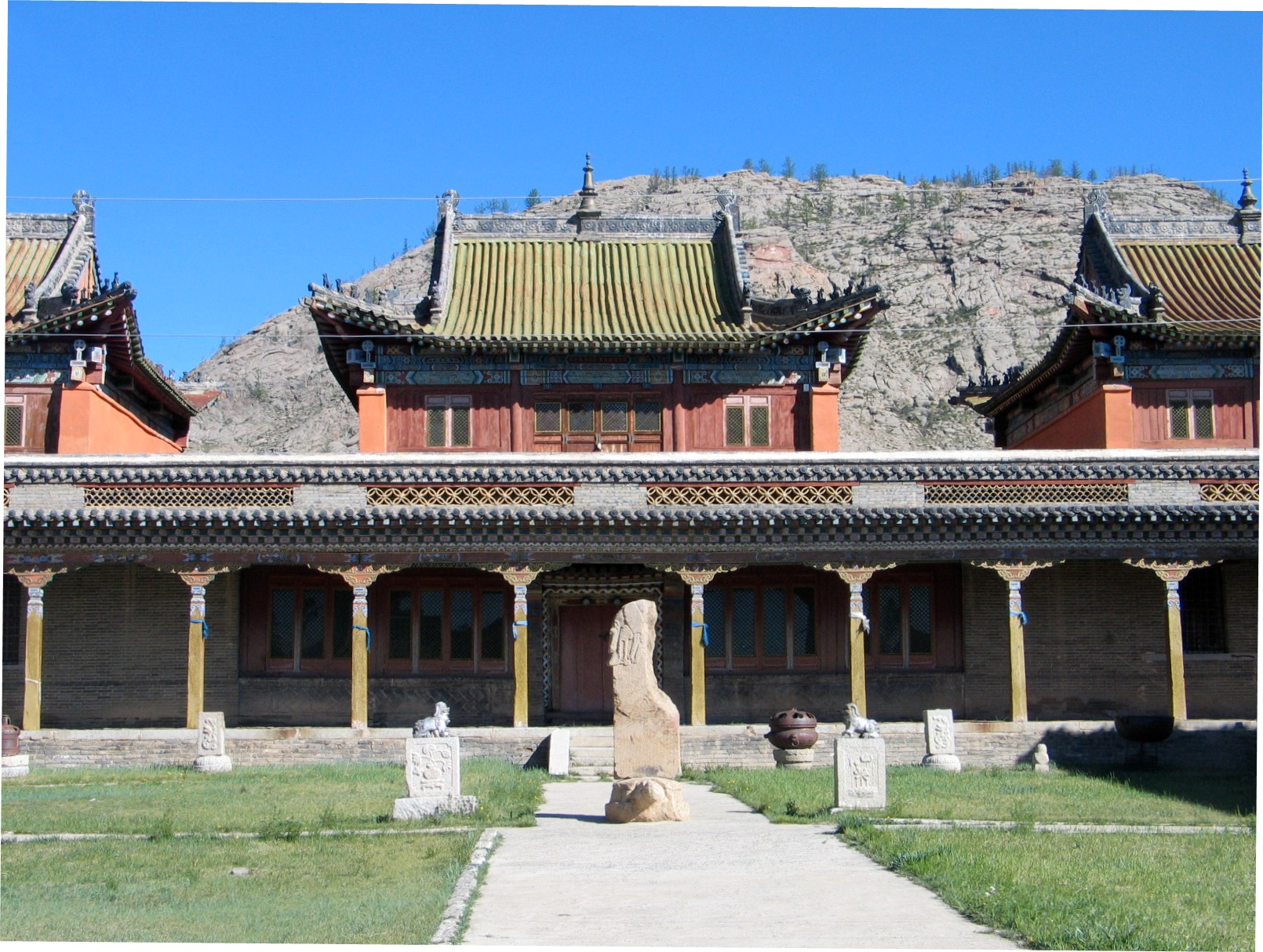
Kloster in Tsetserleg

Im Jahre 1944 wurde ein Kloster in Ulaanbaatar, das Gandan-Kloster, wiedereröffnet. Es war lange das einzige seinem Zweck dienende Kloster des Landes. Ansonsten war die Ausübung der Religion praktisch verboten. Einige alte Klöster überlebten als Museen; das Gandan-Kloster diente als lebendes Museum und als Touristenattraktion. Zu seinen Mönchen zählten einige junge Männer, die eine fünfjährige Ausbildung absolviert hatten, aber deren Motive und Auswahlmodus westlichen Beobachtern unbekannt blieben.
Die Partei meinte offenbar, der Buddhismus stelle mittlerweile keine Herausforderung ihrer Herrschaft mehr dar und er habe einen solchen Teil in Geschichte, Tradition, Kunst und Kultur des Landes gespielt, dass eine vollständige Entfernung des Wissens über Religion und ihre Praxis die modernen Mongolen zum Schaden ihrer nationalen Identität von ihrer Vergangenheit abschneiden würde. Einige betagte ehemalige Mönche wurden beauftragt, tibetischsprachige Handbücher über Kräuter und traditionelle Medizin zu übersetzen. Regierungssprecher bezeichneten die Mönche des Gandan Klosters nun als „nützliche Arbeiten verrichtend“.
Nach der politischen Wende von 1991 erblühte der mongolische Buddhismus erneut. Das Gandan-Kloster wurde zur Anlaufstelle von Mongolen sowie Russen, Burjaten, Kalmücken und Tuwinern wie auch der Bewohner der autonomen chinesischen Inneren Mongolei. 140 Klöster mit heute etwa 2500 Mönchen wurden rekonstruiert. Der Dalai Lama ernannte 1991 den Tibeter Jampel Namdröl Chökyi Gyeltshen zum mongolischen geistlichen Oberhaupt und zur Inkarnation des 1924 verstorbenen Führers Jebtsundamba Khutukhtu und weihte eine Reihe von Klostern ein. 2001 wird erstmals in einem Kloster Mongolisch statt Tibetisch als liturgische Sprache eingesetzt. Auch buddhistische Schulen aus anderen asiatischen Ländern unterstützen den Wiederaufbau des religiösen Lebens in der Mongolei.